# 刘英源
刘英源（1898年—1978年7月20日），又称刘英沅，河北阜城人，中华人民共和国政治人物。

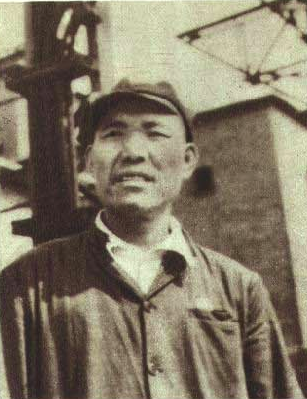
1950年的刘英源

## 生平
1915年，到哈尔滨发电厂做工。1946年，解放军攻占哈尔滨后，为恢复该市的电业，提高发电量做了大量的工作，担任哈尔滨发电厂机修主任，维修组建哈尔滨大型发电机组。1947年当选为哈尔滨特等劳动模范，9月15日任长春发电厂副厂长；同年加入中国共产党。1948年8月，在第六次全国劳动大会上，被选为中华全国总工会执行委员。长春战役结束后，任长春发电厂厂长。1949年任抚顺发电厂副厂长，出度了第一届中国人民政治协商会议。
中华人民共和国成立后，出席中华人民共和国开国大典。1950年，在全国工农兵劳动模范代表大会上被评为全国劳动模范。1950年3月，任北京石景山发电厂厂长。同年当选为全国劳动模范。1951年，选为中国人民保卫世界和平委员会委员，中国电业工会全国委员会副主席。1952年，任华北电业管理局副局长。1953年当选为全国电业工会副主席。1954年兼任水电部北京电力修造厂厂长。同年9月，被选为全国人大代表，参加第一届人民代表大会。1952年至1964年，任中国保卫世界和平委员会委员，中国电业工会全国委员会副主席、第四届全国政协委员等职。1978年7月20日，因病在北京去世。